# Adam Chubb
Pour les articles homonymes, voir Chubb.
Adam Edward Chubb, né le 5 juillet 1981 à Harrisburg en Pennsylvanie, est un joueur américain de basket-ball.